# Douglas Alexander (Manager)

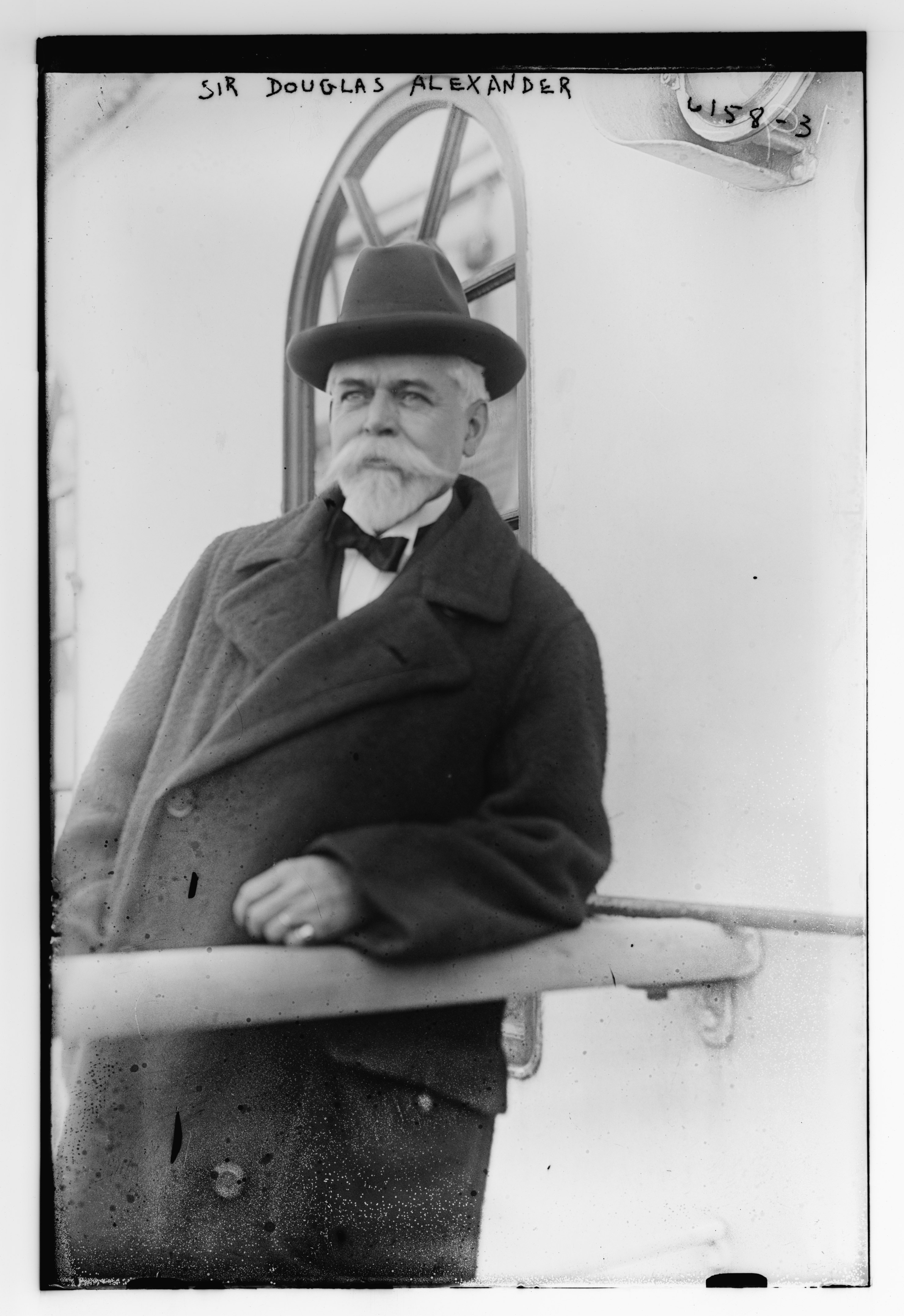
Sir Douglas Alexander (um 1925)

Sir Douglas Alexander, 1. Baronet (* 4. Juli 1864 in Halifax (West Yorkshire); † 22. Mai 1949 in Stamford, Connecticut) war ein kanadisch-US-amerikanischer Manager.

## Leben
Douglas Alexander war der Sohn von Andrew Alexander, einem Gartenbauingenieur, Botaniker und Lehrer. Seine Eltern wanderten nach Kanada aus, als er noch ein Kind war und er wuchs in Hamilton (Ontario), auf. Er besuchte das Hamilton Collegiate Institute und wurde 1886 als Anwalt zugelassen. Nachdem er einige Jahre in Hamilton praktiziert hatte, trat er 1891 als Angestellter in die Singer Nähmaschinen Company ein, wo er für den Rest seiner Karriere bleiben sollte. Im Jahr 1896 wurde er in den Vorstand berufen und zog nach New York City. Im Jahr 1905 wurde er als Nachfolger von Frederick Gilbert Bourne zum sechsten Präsidenten ernannt und hatte dieses Amt bis zu seinem Tod vierundvierzig Jahre später inne.
Unter seiner Führung wurde das Unternehmen maßgeblich erweitert. Es entstanden zahlreiche neue Fabriken, so z. B. in Wittenberge oder St. Johns, Quebec. In den ersten zehn Jahren seiner Amtszeit stieg die Produktion auf drei Millionen Nähmaschinen im Jahr.
Im Jahr 1912, zu Amtszeiten Alexanders, war Singer das siebtgrößte Unternehmen der Welt, gemessen an der Kapitalisierung, und hielt 80 Prozent des Weltmarkts für Nähmaschinen.
Douglas Alexander lebte in einem luxuriösen Apartment in Manhattan und wurde 1921 durch den britischen König Georg V. geadelt und zum Baronet (of Edgehill, near Stamford, Connecticut) erhoben.

## Familie
Douglas Alexander war mit Helen Hamilton Gillespie, Tochter von George Hamilton Gillespie und Elizabeth Agnes Gillespie verheiratet. Das Paar hatte 4 gemeinsame Kinder.
- Elizabeth Agnes Alexander (* 22. Juni 1895; † 14. September 1944), die unverheiratet starb.
- Helen Douglas Alexander (* 20. April 1897; † 1984) wurde Künstlerin, blieb ebenfalls unverheiratet.
- Sir Douglas Hamilton Alexander, 2. Baronet (* 6. Juni 1900; † 1983) war 1921 Absolvent der Princeton University, ebenfalls nicht verheiratet und lebte mit seiner Schwester Helen zusammen.
- Archibald Gillespie Alexander (* 29. März 1907; † 1978) war während des Zweiten Weltkriegs Lieutenant Commander der United States Coast Guard. Er heiratete Margery Isabel Griffith, die Tochter von Arthur Brown Griffith.